# Ròcalaura de Massàs
Ròcalaura (en francès Roquelaure) és un municipi francès situat al departament del Gers i a la regió d'Occitània.

## Geografia

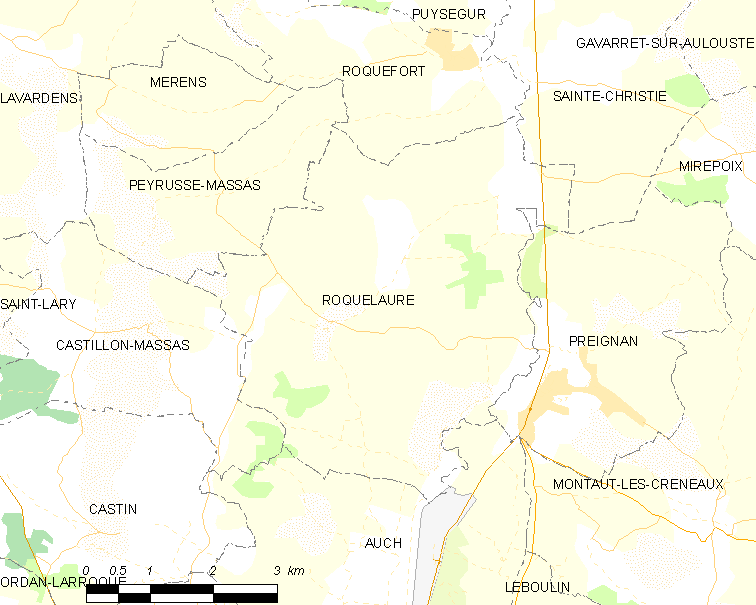
Mapa de la comuna de Ròcalaura

## Demografia
| 1936                                       | 1946 | 1954 | 1962 | 1968 | 1975 | 1982 | 1990 | 1999 | 2006 | 2011 |
| ------------------------------------------ | ---- | ---- | ---- | ---- | ---- | ---- | ---- | ---- | ---- | ---- |
| 471                                        | 422  | 460  | 432  | 424  | 338  | 392  | 464  | 454  | 515  | 589  |
| Des de 1962: població sense dobles comptes |      |      |      |      |      |      |      |      |      |      |

## Administració
| Període | Identitat     | Partit    |
| ------- | ------------- | --------- |
| 2008-   | Michel Baylac | centriste |

## Galeria d'imatges

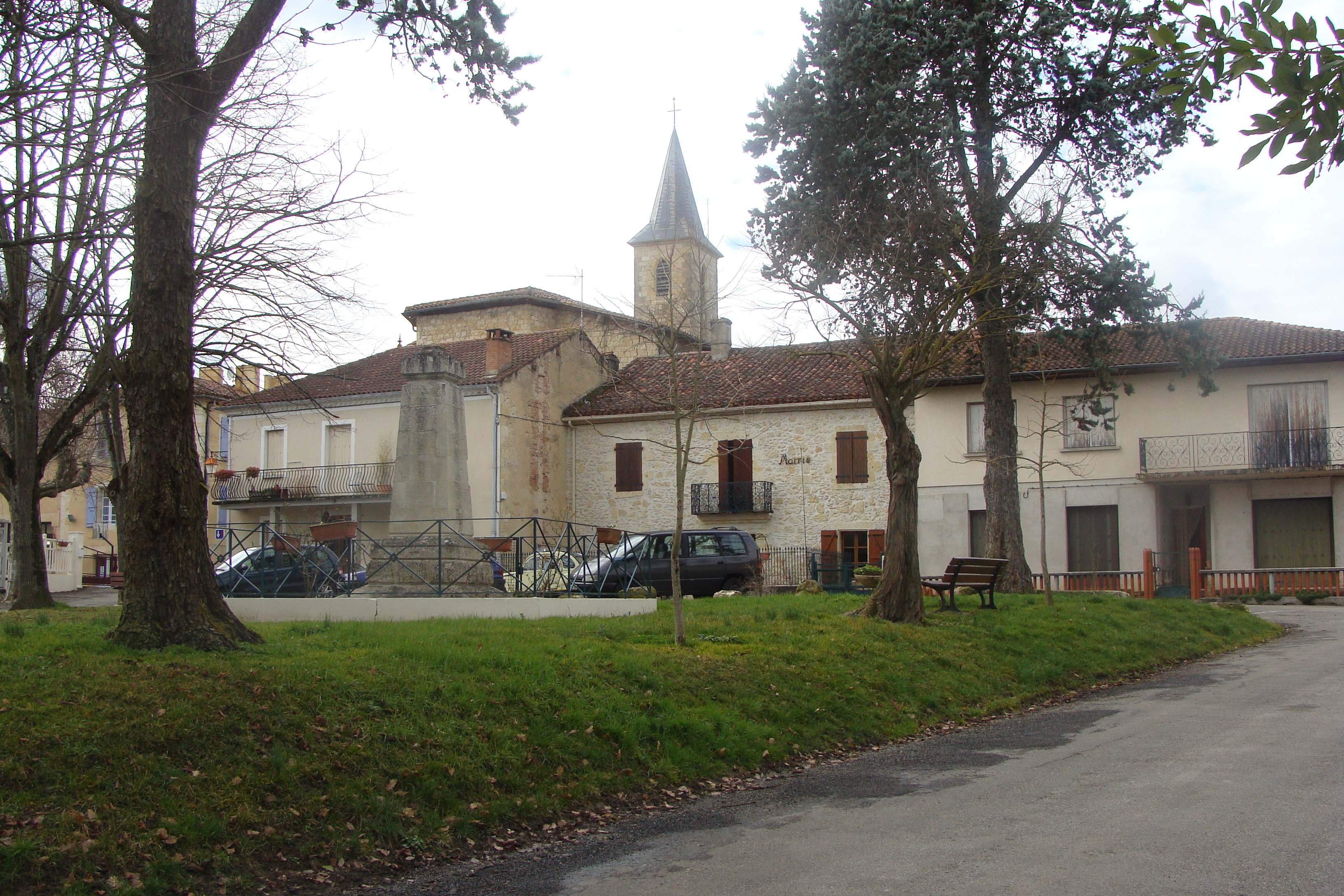
Alcaldia a la Place De Montal, amb l'església de Sent Lop
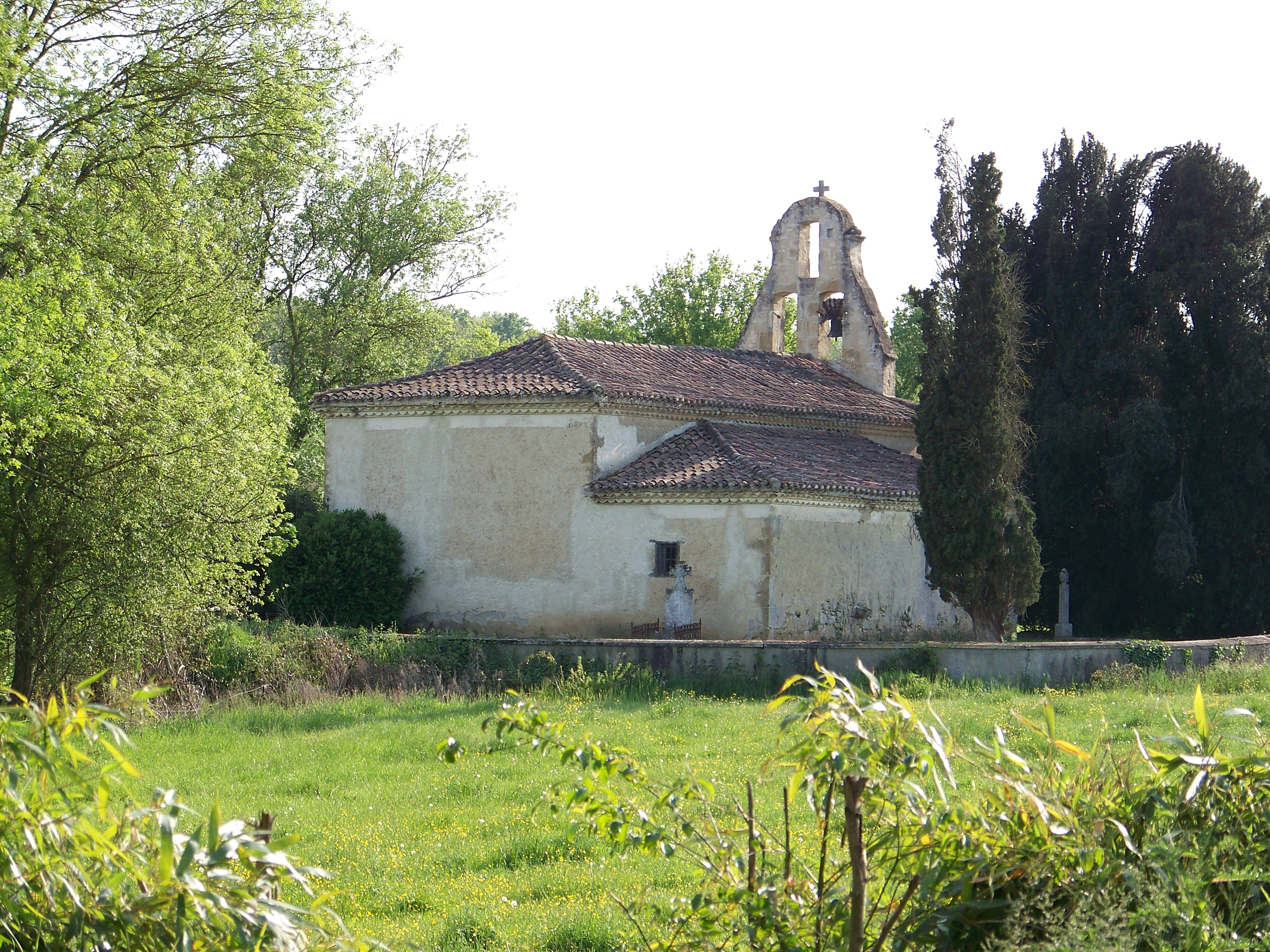
Capella Sent Blasi d'Arcamont, cantó nord
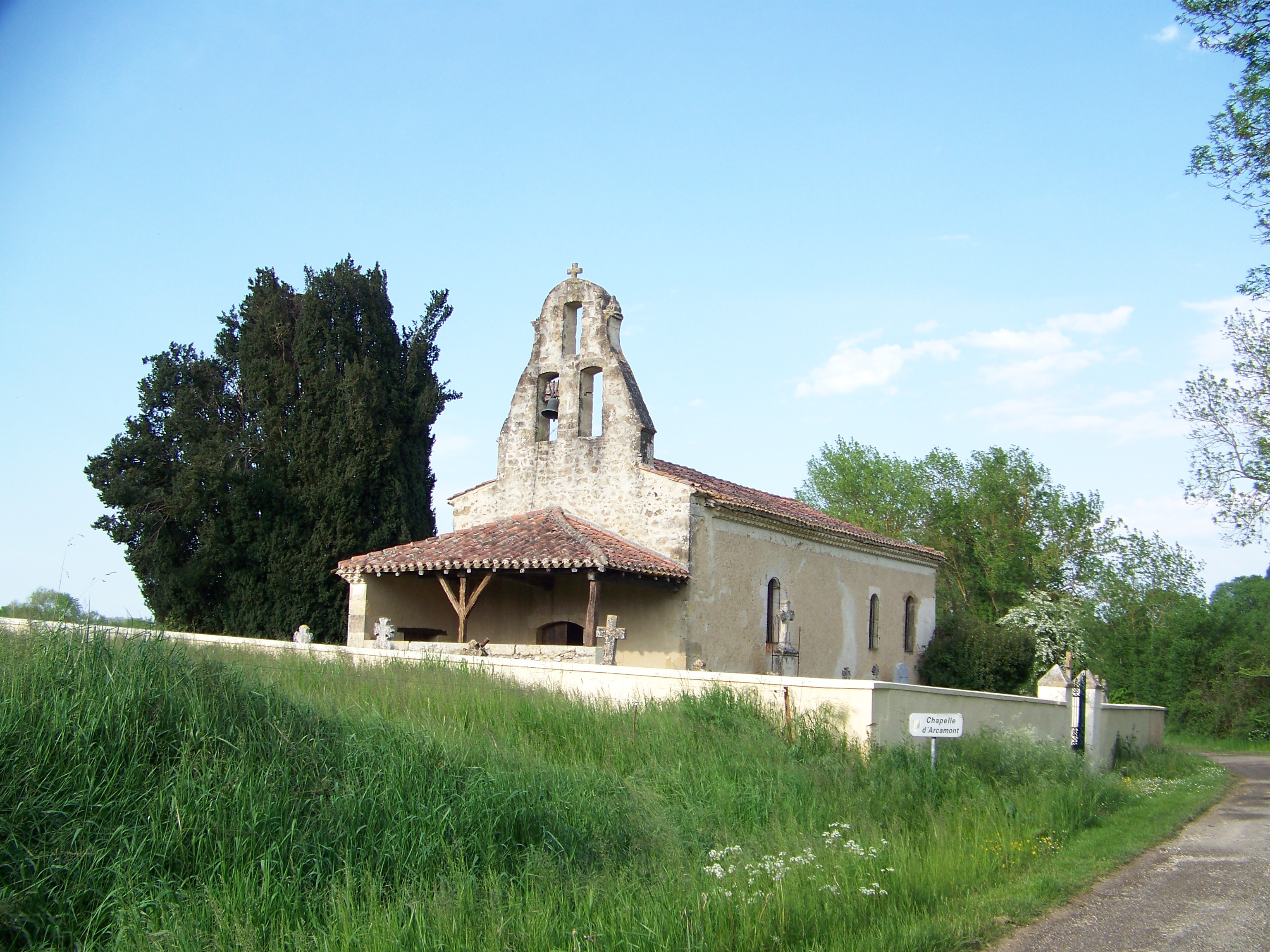
Capella Sent Blasi d'Arcamont, cantó sud

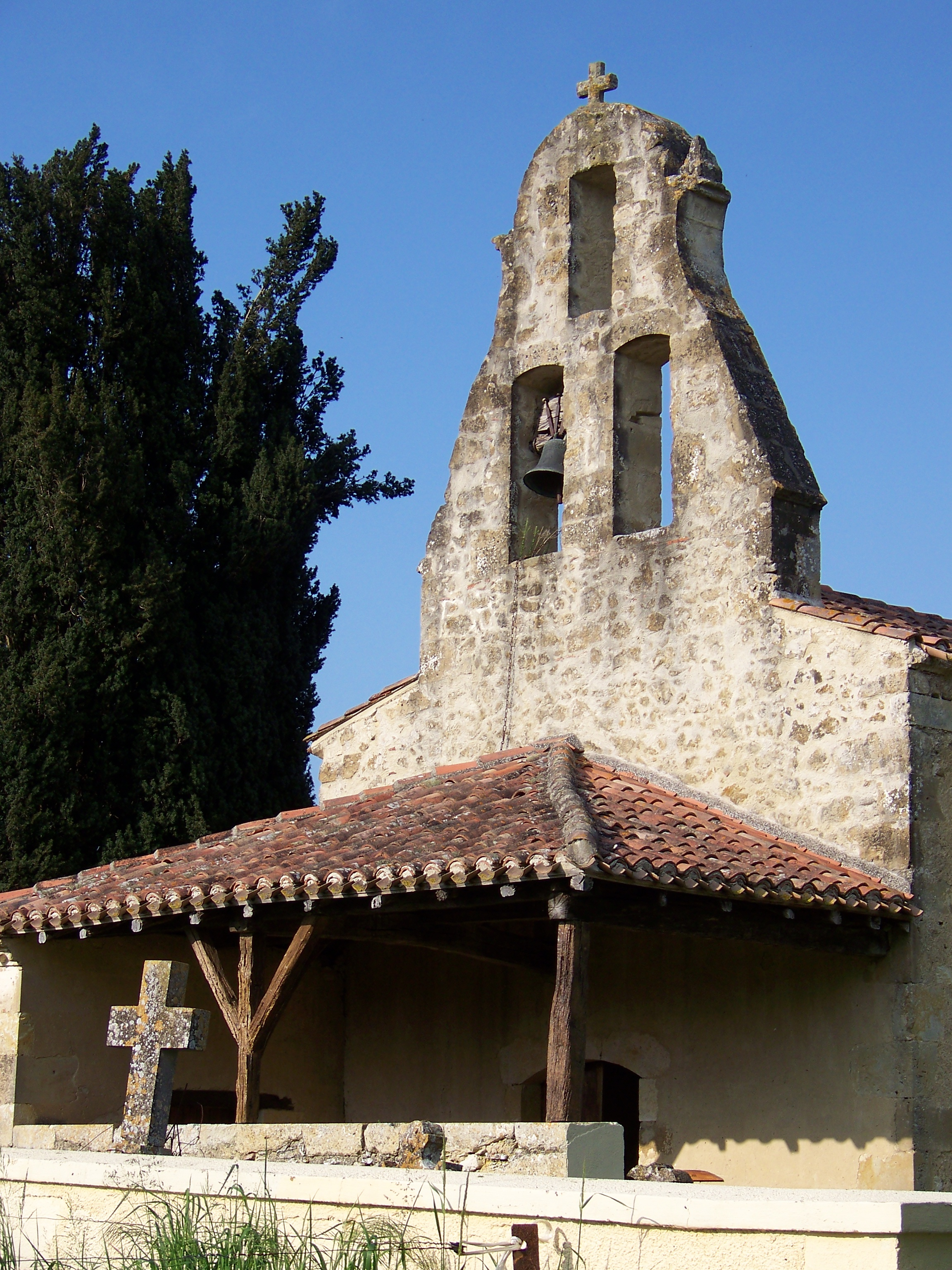
El porxo i el campanar de la Capella Sent Blasi
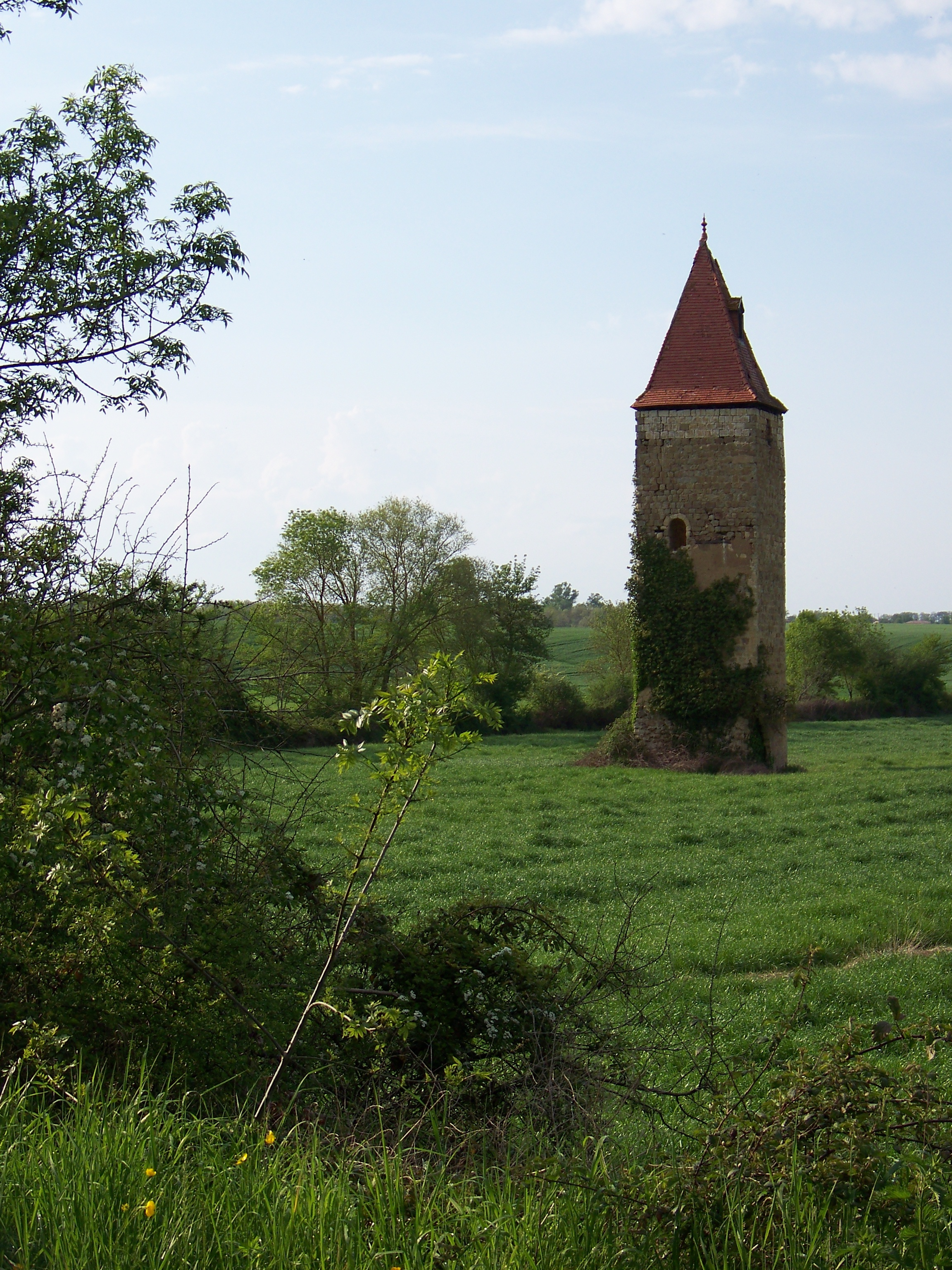
La torre d'Arcamont